# ليزلي واربورتون
ليزلي واربورتون (30 أبريل 1910 - 11 فبراير 1984) (بالإنجليزية: Leslie Warburton)‏ هو لاعب كريكت بريطاني (وحمل سابقاً جنسية المملكة المتحدة لبريطانيا العظمى وأيرلندا).

## وصلات خارجية
- ليزلي واربورتون على موقع إي آس بي آن كريك إنفو (الإنجليزية)